# Art liturgique

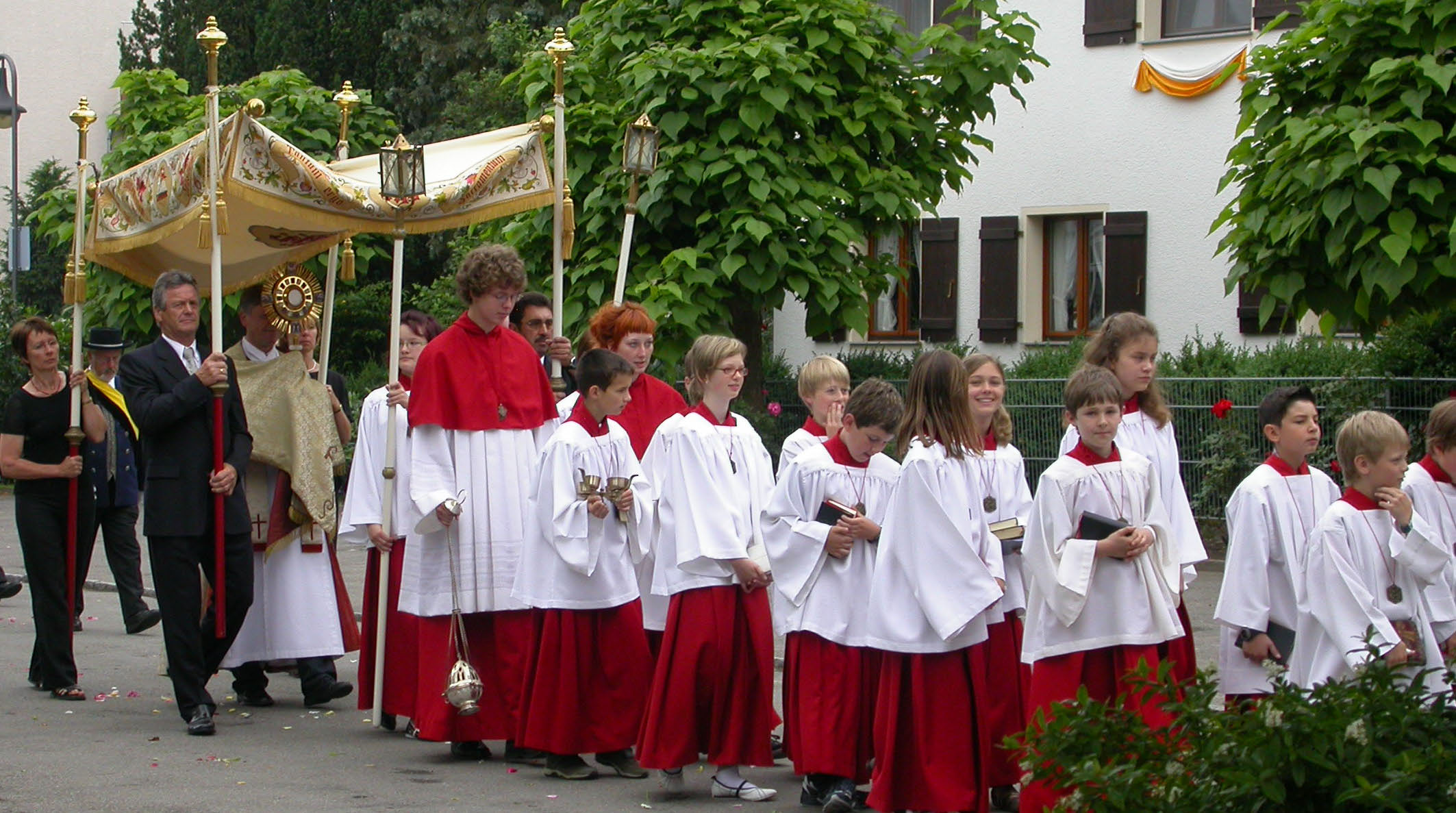
Le pape Clément V a institué au XIVe siècle la procession du Saint sacrement : les servants de messe, en soutane rouge et surplis blanc, précèdent un dais mobile porté par quatre fidèles, sous lequel l'officiant, revêtu de la chape et du voile huméral, tient à bout de bras l'ostensoir.

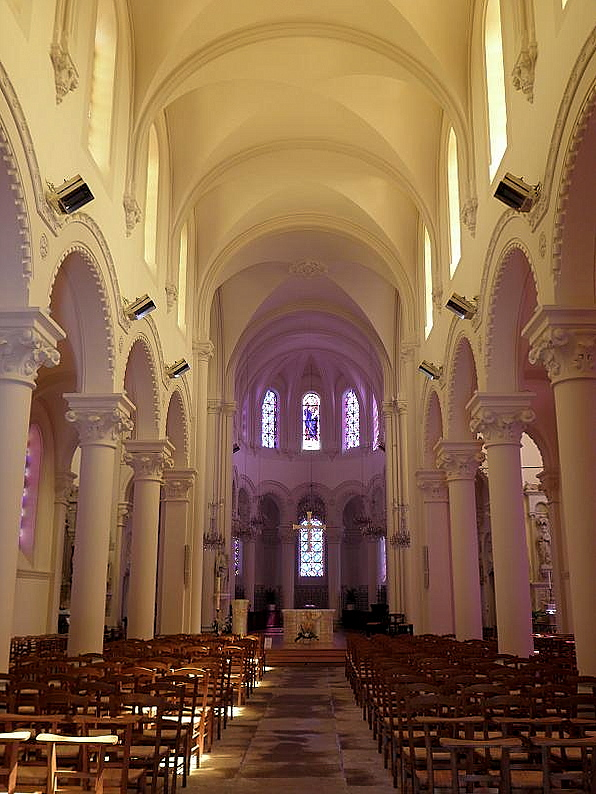
La recharge sacrale s'accompagne au XIXe siècle du mouvement liturgique qui invite au dépouillement de l'église et la mise en valeur de l'action liturgique pour elle-même (ici un autel simple à forme de table, et un ambon qui remplace la chaire).

L'art liturgique désigne l'art lié à la liturgie, c'est-à-dire aux pratiques du culte dans les différentes religions. Il se distingue de l'art religieux, concept plus vaste, qui a pour thème des sujets en rapport avec la religion, et de l'art sacré qui désigne les productions artistiques ayant pour but l'expression du sacré. Il peut prendre différentes formes : sculpture sur bois ou sur pierre, peinture, broderie, passementerie, orfèvrerie…
Dans la liturgie chrétienne, l'art peut s'exprimer dans le mobilier (e.a. autel, fonts baptismaux, tabernacle, bénitier), les accessoires et vêtements sacerdotaux ou paramentique (e.a. chape, chasuble, crosse, dalmatique, étole, mitre, tunique), les objets du culte (e.a. calice, ciboire, encensoir, ostensoir, patène, etc.), le chant.

## Éléments historiques
Les arts liturgiques témoignent d'une mutation constante liée à l'histoire religieuse, politique et économique, à l'évolution des goûts et aux changements de mode. L'objet liturgique a dès l'Antiquité d'abord une fin utilitaire (mouchoir, réceptacles tels qu'assiette, coupe, flacons pour l'eau et le vin…), ou une dimension de pouvoir (éléments de paramentique, signes de distinction manifestant l'autorité des prélats qui les portent). Au début du second millénaire, de nombreux traités liturgiques plaquent une signification symbolique et allégorique à ces éléments, les théologiens leur accordant ainsi une dimension artistique (la beauté traduisant par un langage plastique la transcendance divine) et sacrale (la sacralisation devant les protéger du vol, de la destruction et de la sécularisation) qui prennent le pas sur la fonction utilitaire. Des traités comme le De sacro sancti altaris mysterio du futur pape Innocent III ou Rationale divinorum officiorum (it) de Durand de Mende, font des rapprochements avec la liturgie juive du Lévitique pour donner une explication spirituelle aux éléments de la messe (paroles, rites, objets liturgiques), mais « cette symbolique médiévale a eu des effets pervers, car elle a occulté, au cours des siècles postérieurs, la compréhension de l'usage immédiat de l'objet… En revanche, en ce même siècle se développe une idée symbolique plus globale, à savoir que la beauté de l'objet peut être considérée comme une prière de l'artiste (prière des mains) et une prière du donateur : ex-voto ou action de grâce… Les liturgistes post-conciliaires ont essayé de redonner sens et beauté au matériel liturgique… Les objets utiles sont réévalués : la vaisselle liturgique, les vêtements ». 
De nombreux objets et œuvres liturgiques ont disparu au cours des siècles, en raison des guerres, des soulèvements, des incendies et des inondations. D'autres sont apparus selon de nouveaux besoins du rite. La déchristianisation du monde occidental depuis le XXe siècle pose la question du travail patrimonial de préservation et du réflexe muséal de transmission de ces œuvres.